# ۵۵مین دوره جوایز هنری بکسانگ
پنجاه و پنجمین دورهٔ جوایز هنری بکسانگ (کره‌ای: 제55회 백상예술대상) مراسم در تاریخ ۱ مه ۲۰۱۹ در سالن دی مرکز نمایشگاه و کنوانسیون کوکس در سئول و در ساعت ۹:۰۰ کی‌اس‌تی برگزار شد. این مراسم برای دومین سال متوالی به میزبانی شین دونگ یوپ، به سوزی و پارک بوگوم برگزار شد این برنامه به صورت زنده از جی‌تی‌بی‌سی پخش شد. این مراسم که توسط Ilgan Sports و جی‌تی‌بی‌سی پلاس برگزار شده‌است، تنها مراسم اهدای جوایز کره جنوبی است که از برترین‌های فیلم و تلویزیون قدردانی می‌کند.
بالاترین افتخارات شب، جایزه بزرگ (دسانگ)، در بخش فیلم به جونگ وو-سونگ بازیگر فیلم شاهد بیگناه و در بخش تلویزیون به کیم هیه جا بازیگر درام چشمان درخشان اهدا شد.

## برندگان و نامزدها

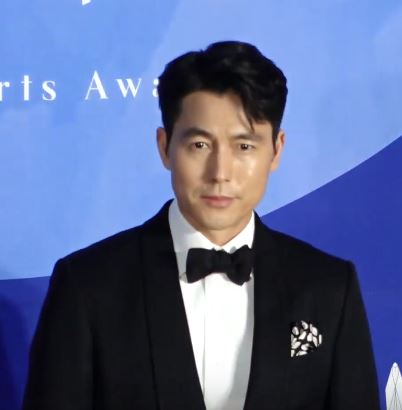
جونگ وو-سونگ، جایزه بزرگ – فیلم برنده

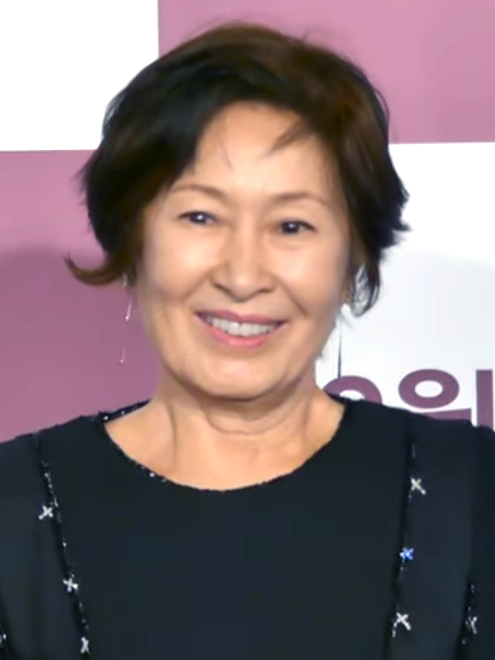
کیم هیه جا، جایزه بزرگ – تلویزیون برنده

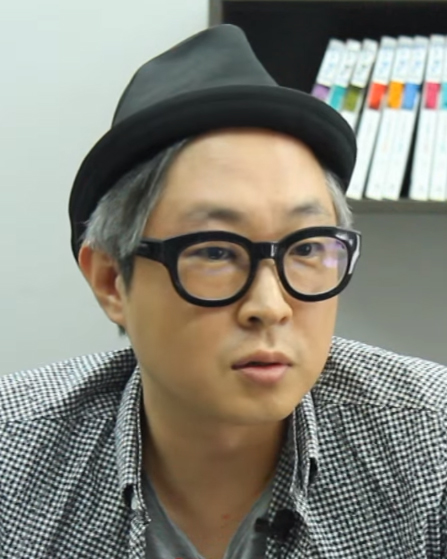
کانگ هیونگ چول، بهترین کارگردان – فیلم برنده

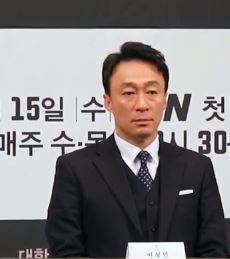
لی سونگ مین، بهترین بازیگر نقش اول مرد – فیلم برنده

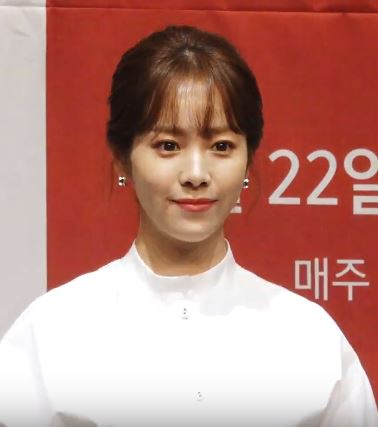
هان جی مین، بهترین بازیگر نقش اول زن – فیلم برنده

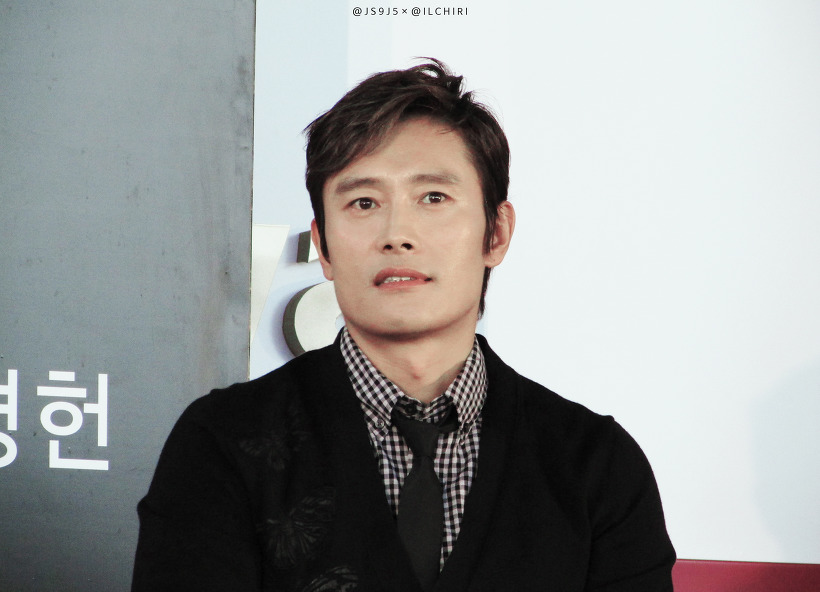
لی بیونگ هون، بهترین بازیگر نقش اول مرد – تلویزیون برنده

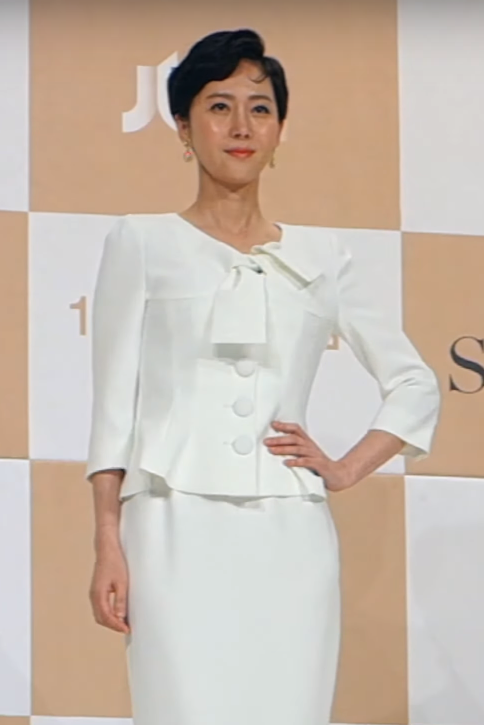
یوم جونگ آه، بهترین بازیگر نقش اول زن – تلویزیون برنده

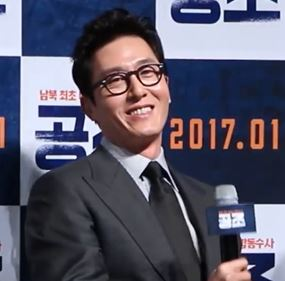
کیم جو هیوک، بهترین بازیگر نقش فرعی مرد – فیلم برنده

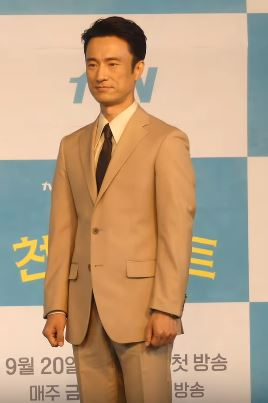
کیم بیونگ چول، بهترین بازیگر نقش فرعی مرد – تلویزیون برنده

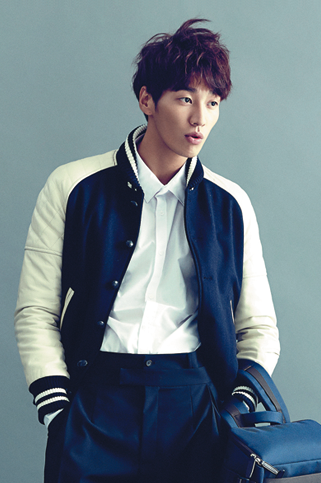
کیم یونگ کوانگ، بهترین بازیگر تازه‌کار مرد – فیلم برنده

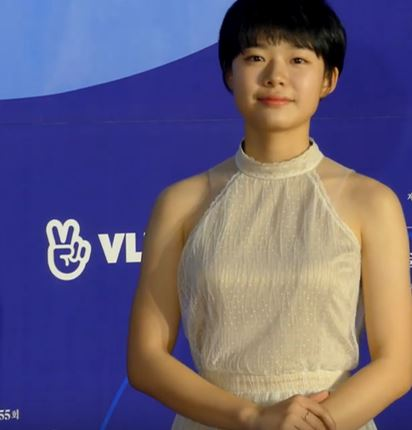
لی جه این، بهترین بازیگر تازه‌کار زن – فیلم برنده

جانگ کی یونگ، بهترین بازیگر تازه‌کار مرد – تلویزیون برنده

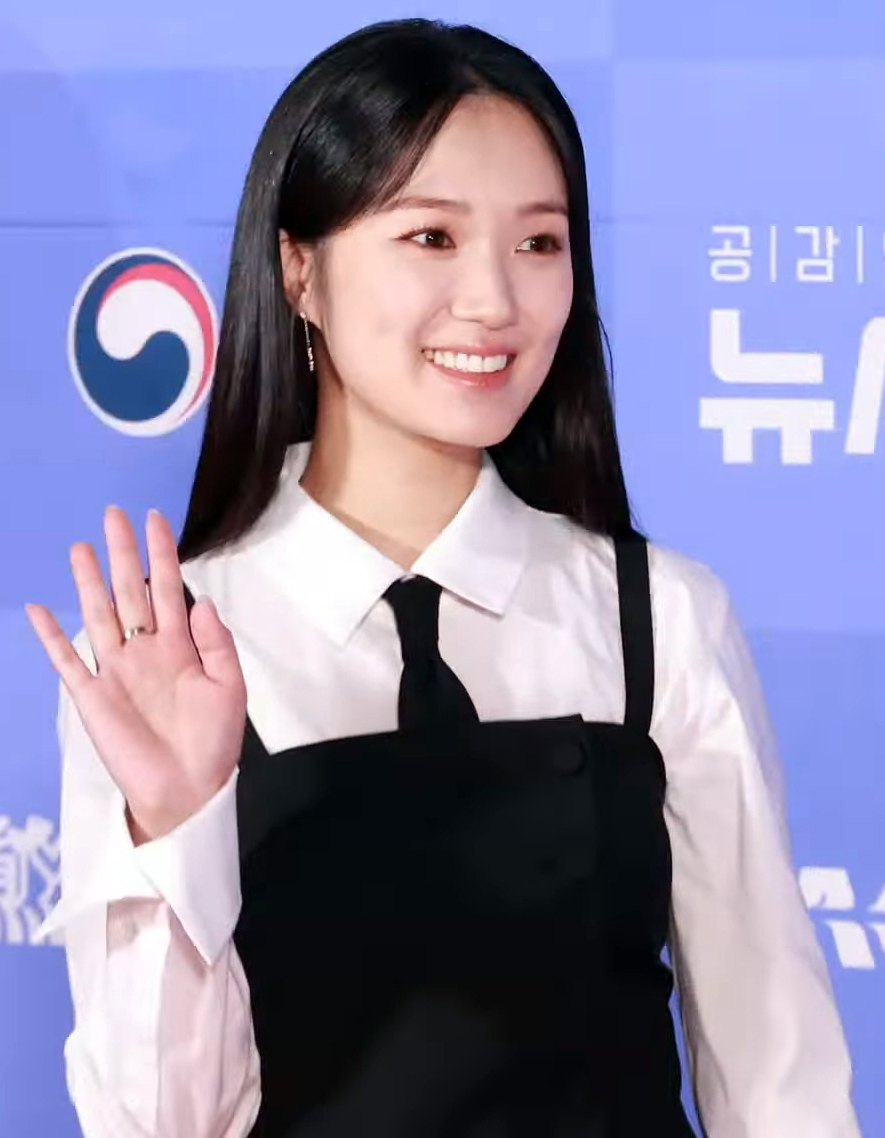
کیم هیون، بهترین بازیگر تازه‌کار زن – تلویزیون برنده

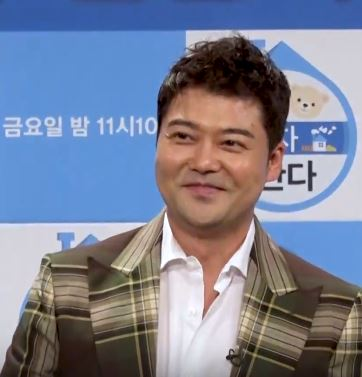
جون هیون مو، بهترین مجری ورتی مرد برنده

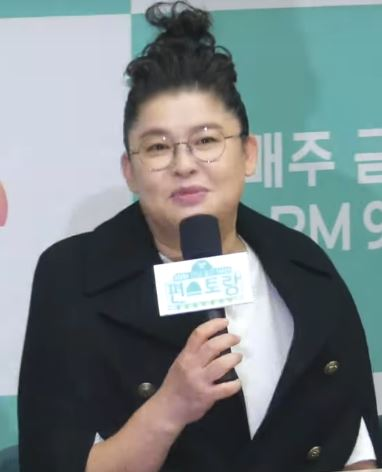
لی یونگ جا، بهترین مجری ورتی زن برنده

- برندگان ابتدا لیست شده و با حروف درشت برجسته می‌شوند.[۵][۶]
  - نامزدها[۷][۸]

### فیلم
| جایزه بزرگ | بهترین فیلم |
| - جونگ وو-سونگ (بازیگر مرد) – شاهد بیگناه | - جاسوسی که به شمال رفت - خانم باک - سوزاندن - سواها: انگشت ششم - شکل تاریک جرم |
| بهترین کارگردان | بهترین کارگردان تازه‌کار |
| - کانگ هیونگ چول – چرخش بچه‌ها - یونگ جونگ بین – جاسوسی که به شمال رفت - لی چانگ دونگ – سوزاندن - لی هه یونگ – معتقد - جانگ جه هیون – سواها: انگشت ششم                                                                                     | - لی جی وون – خانم باک - کیم یی سوک – پس از مرگ - شین دونگ سوک – آخرین فرزند - لی سوک گیون – در روز عروسی تو - لی جونگ یون – روز تولد                                                                                     |
| بهترین بازیگر نقش اول مرد | بهترین بازیگر نقش اول زن |
| - لی سونگ مین – جاسوسی که به شمال رفت در نقش ری میونگ وون - ریو سونگ ریونگ – شغل پرخطر در نقش شف گو - یو آه این – سوزاندن در نقش لی جونگ سو - جونگ وو-سونگ – شاهد بیگناه در نقش سونهو - جو جی هون – شکل تاریک جرم در نقش کانگ ته اوه      | - هان جی مین – خانم باک در نقش بک سانگ آه - گو آه-سونگ – یک مقاومت در نقش یو گوان - کیم هیانگ گی – شاهد بیگناه در نقش جی وو - کیم هه سو – دیفالت در نقش هان شی هیون - کیم هی ئه – داستان او در نقش مون جانگ سوک           |
| بهترین بازیگر نقش فرعی مرد | بهترین بازیگر نقش فرعی زن |
| - کیم جو هیوک – معتقد در نقش جین‌ها ریم - پارک هه جون – معتقد در نقش سون چانگ - استیون ین – سوزاندن در نقش بن - جو وو جین – پادشاه مواد مخدر در نقش جو سونگ کانگ - جین سون-کیو – شغل پرخطر در نقش کارآگاه ما                               | - کوان سو هیون – خانم باک در نقش جو می کیونگ - یوم هه ران – شاهد بیگناه در نقش می ران - لی هانی – شغل پرخطر در نقش کارآگاه جانگ - جو مین سو – جادوگر: بخش ۱. انهدام در نقش دکتر باک - جین سئو یون – معتقد در نقش بو ریونگ |
| بهترین بازیگر تازه‌کار مرد | بهترین بازیگر تازه‌کار زن |
| - کیم یونگ کوانگ – در روز عروسی تو در نقش هوانگ وو یون - گونگ میونگ – شغل پرخطر در نقش کارآگاه جائه هون - کیم مین هو – چرخش بچه‌ها در نقش شیائو پانگ - نام جو هیوک – نبرد بزرگ در نقش سامیول - سون سوک-کو – جوخه بزن در رو در نقش کی ته هو | - لی جه این – سواها: انگشت ششم در نقش گیوم هوا - کیم دا می – جادوگر: بخش ۱. انهدام در نقش جا یون - لی جو یونگ – معتقد در نقش جو یونگ - جون یو بین – پس از مرگ در نقش یونگ هه - جون جونگ-سو – سوزاندن در نقش شین هه می     |
| بهترین فیلمنامه | جایزه فنی |
| - کواک کیونگ تک، کیم ته کیون – شکل تاریک جرم - کون سانگ هوی، یونگ جونگ بین – جاسوسی که به شمال رفت - لی هان، مون جی وون – شاهد بیگناه - به سه یونگ – شغل پرخطر - لی جی وون – خانم باک                                                     | - هونگ کیونگ پیو (فیلمبرداری) – سوزاندن - کیم جون سوک (موسیقی) – چرخش بچه‌ها - پارک ایل هیون (هنر) – جاسوسی که به شمال رفت - یانگ جین مو (ویرایش) – معتقد - جین جونگ هیون (وی‌اف‌ایکس) – تنها با خدایان: ۴۹ روز آخر          |

#### فیلم‌هایی با چندین برد
فیلم‌های زیر چندین برد داشته‌اند:
| برنده | فیلم‌های               |
| ----- | --------------------- |
| ۳     | خانم باک              |
| ۲     | جاسوسی که به شمال رفت |

#### فیلم‌هایی با چندین نامزدی
فیلم‌های زیر چندین بار نامزدی دریافت جایزه شدند:
| نامزدها | فیلم‌های               |
| ------- | --------------------- |
| ۶       | معتقد                 |
| ۶       | سوزاندن               |
| ۵       | شغل پرخطر             |
| ۵       | خانم باک              |
| ۵       | جاسوسی که به شمال رفت |
| ۴       | شاهد بیگناه           |
| ۳       | شکل تاریک جرم         |
| ۳       | سواها: انگشت ششم      |
| ۳       | چرخش بچه‌ها            |
| ۲       | پس از مرگ             |
| ۲       | جادوگر: بخش ۱. انهدام |
| ۲       | در روز عروسی تو       |

### تلویزیون
| جایزه بزرگ | |
| - کیم هیه جا (بازیگر زن) – چشمان درخشان | |
| بهترین درام | بهترین کارگردان |
| - آقای من (تی‌وی‌ان) - چشمان درخشان (جی‌تی‌بی‌سی) - آقای آفتاب (تی‌وی‌ان) - فرزندان هیچ‌کس (ام‌بی‌سی) - قلعه آسمان (جی‌تی‌بی‌سی) | - جو هیون تاک – قلعه آسمان - کیم سوک یون – چشمان درخشان - کیم وون سوک – آقای من - آن گیل هو – خاطرات الحمرا - لی اونگ بوک – آقای آفتاب                                                                                                  |
| بهترین برنامه سرگرمی | بهترین برنامه آموزشی |
| - دیدگاه تداخل آمیز دانشمند (ام‌بی‌سی) - رستوران کوچه باک جونگ وون (اس‌بی‌اس) - تنها زندگی می‌کنم (ام‌بی‌سی) - خوش آمدید، اولین بار در کره؟ (ام‌بی‌سی) - کمدی لیگ بزرگ (تی‌وی‌ان)                                                                                           | - روزنامه‌نگاری تاک شو جی (کی‌بی‌اس) - جشن در جاده (کی‌بی‌اس) - کانون توجه لی کیو یئون – ۵٫۱۸ نماینده مخفی (جی‌تی‌بی‌سی) - مستند ویژه ۳۰ سالگی المپیک سئول ۸۸/۱۸ (کی‌بی‌اس) - پی‌دی نوت – آخرین جانگ جا یون (ام‌بی‌سی)                               |
| بهترین بازیگر نقش اول مرد | بهترین بازیگر نقش اول زن |
| - لی بیونگ هان – آقای آفتاب در نقش چوی یوجین - کیم نام گیل – کشیش بی اعصاب در نقش کیم هه ایل - یو جین گو – دلقک تاج دار در نقش هاسون، دلقک / گوانگ‌هیگون، پادشاه - لی سون کیون – آقای من در نقش پارک دونگ هون - هیون بین – خاطرات الحمرا در نقش یو جین وو         | - یوم جونگ-آه – قلعه آسمان در نقش هان سوجین / کواک می-هیانگ - کیم سئو هیونگ – قلعه آسمان در نقش کیم جو یونگ - کیم ته ری – آقای آفتاب در نقش گو ئه شین - کیم هیه جا – چشمان درخشان در نقش کیم هه جا - آیو – آقای من در نقش لی جیان       |
| بهترین بازیگر نقش فرعی مرد | بهترین بازیگر نقش فرعی زن |
| - کیم بیونگ چول – قلعه آسمان در نقش چا مین هیوک - کیم سانگ کیونگ – دلقک تاج دار در نقش یی کیو (a.k.a. Haksan) - به سونگ-وو – زندگی کن در نقش اوخ یانگ چون - سون هو جون – چشمان درخشان در نقش کیم یونگ سو - یو یون-سوک – آقای آفتاب در نقش گو دونگ ما / ایشیدا شو | - لی جونگاون – چشمان درخشان در نقش مون جونگ یون - کیم مین جونگ – آقای آفتاب در نقش لی یانگ هوا / کدو هینا - اوه نا را – آقای من در نقش جانگ جونگ هی - یون سه آه – قلعه آسمان در نقش نو سونگ هی - لی دا-هی – زیبای درون در نقش کانگ سارا |
| بهترین بازیگر تازه‌کار مرد | بهترین بازیگر تازه‌کار زن |
| - جانگ کی یونگ – بیا و بغلم کن در نقش چه دوجین - پارک سانگ هون – تنها عشق من در نقش جانگ گو را - پارک هون – خاطرات الحمرا در نقش چا هیونگ سوک - سون سئوک کو – بهترین طلاق در نقش لی جانگ هیون - وی‌ها جون – عشق یک کتاب پاداش است در نقش جی سئو جون               | - کیم هه-یون – قلعه آسمان در نقش کانگ یی سو - کوان نارا – آقای من در نقش چوی یو را - پارک سه وان – فقط برقص در نقش کیم شی یون - سول این-آه – فردا هم آفتابیه در نقش کانگ‌ها نی - لی سول – کمتر از شیطان در نقش یون سون جه                |
| بهترین مجری ورتی مرد | بهترین مجری ورتی زن |
| - جون هیون مو – تنها زندگی می‌کنم - مون سه یون – بچه‌های خوشمزه - شین دونگ یوپ – پسر کوچولوی من - یانگ سه هیانگ – استاد در خانه - یو بیونگ جه – دیدگاه تداخل آمیز دانشمند                                                                                          | - لی یونگ جا – دیدگاه تداخل آمیز دانشمند - کیم مین کیونگ – بچه‌های خوشمزه - کیم سوک – غذا به تو برکت دهد - پارک نا رائه – تنها زندگی می‌کنم - جانگ دو یئون – کمدی لیگ بزرگ                                                                |
| بهترین فیلمنامه | جایزه فنی |
| - پارک هه یونگ – آقای من - لی نام کیو، کیم سوجین – چشمان درخشان - کیم اون سوک – آقای آفتاب - دو هیون جونگ – فرزندان هیچ‌کس - یو هیون می – قلعه آسمان | - پارک سونگ جین (وی‌اف‌ایکس) – خاطرات الحمرا - کیم سو یون (هنر) – آقای آفتاب - کیم یونگ، جئون جونگ وو (فیلمبرداری) – ماه مه، منشأ تمدن - اوه جه هو (فیلمبرداری) – قلعه آسمان - لی یونگ سوپ (وی‌اف‌ایکس) – آقای آفتاب                        |

#### برنامه‌هایی با چندین برد
برنامه‌های تلویزیونی زیر چندین برد کسب کردند:
| برنده | برنامه‌های تلویزیونی       |
| ----- | ------------------------- |
| ۴     | قلعه آسمان                |
| ۲     | چشمان درخشان              |
| ۲     | آقای من                   |
| ۲     | دیدگاه تداخل آمیز دانشمند |

#### برنامه‌هایی با چندین نامزدی
برنامه‌های تلویزیونی زیر چندین بار نامزد دریافت جایزه شدند:
| نامزدها | برنامه‌های تلویزیونی       |
| ------- | ------------------------- |
| ۹       | آقای آفتاب                |
| ۹       | قلعه آسمان                |
| ۷       | آقای من                   |
| ۶       | چشمان درخشان              |
| ۴       | خاطرات الحمرا             |
| ۳       | دیدگاه تداخل آمیز دانشمند |
| ۳       | تنها زندگی می‌کنم          |
| ۲       | فرزندان هیچ‌کس             |
| ۲       | دلقک تاج دار              |
| ۲       | کمدی لیگ بزرگ             |
| ۲       | بچه‌های خوشمزه             |

### تئاتر
| بهترین نمایش کوتاه                                |
| - سونگ سو یون - بازیگر زن ۱: بازیگر زن ملی ربات ۱ |

### جوایز ویژه
| جوایز                      | گیرنده      |
| -------------------------- | ----------- |
| جایزه محبوب‌ترین بازیگر مرد | دو کیونگ سو |
| جایزه محبوب‌ترین بازیگر زن  | آیو         |
| جایزه آیکون بازار          | کیم هه سو   |

## مجریان
مجریانی که به ترتیب لیست حضور یافتند.
| نام         | نقش    | انجام                                        |
| ----------- | ------ | -------------------------------------------- |
| ریو جون یول | بازیگر | مونولوگ (سخنرانی در مورد ۱۰۰ سال سینمای کره) |
| جان نابی    | بازیگر | "봉우리" (transl. قله‌ها) توسط کیم مین کی     |